# Zinkenita
La zinkenita es un mineral de la clase de los minerales sulfuros. Fue descubierta en 1826 en la mina  Graf Jost-Christian,  en Wolfsberg, Stolberg, macizo de Harz, en el estado de Sajonia-Anhalt (Alemania), siendo nombrada así en honor de Johann K.L. Zinken, geólogo de minas alemán. Sinónimos poco usados son: zinckenita (por ser citado al principio erróneamente como Zincken en lugar de Zinken).

## Características físicas y químicas
Es un antimoniosulfuro  de plomo; además de los elementos de su fórmula, suele llevar como impurezas: plata, cobre, hierro y arsénico.. Aparece como agregados subparalelos o divergentes de cristales prismáticos alargados, con desarrollo bacilar, acucular o capilar, de color gris acer

## Formación y yacimientos
Se forma como un constituyente de vetas por alteración hidrotermal. Suele encontrarse asociado a otros minerales como: estibina, jamesonita, boulangerita, bournonita, plagionita, fuloppita, casiterita, estannita, andorita, pirita, esfalerita, calcopirita, arsenopirita o galena. Es un mineral poco frecuente, pero en algunas localidades se encuentra en cantidades importantes. Una de ellas es la mina San José, en Oruro, Bolivia. También aparece este mineral en Saint-Pons, en los Alpes de la Alta Provenza, Francia, como cristales bien individualizados

## Usos
Puede ser extraído de las minas como mena del plomo y antimonio.